# Capparales
Capparales é uma ordem de plantas dicotiledóneas. No sistema de Cronquist (1981) ela compreende cinco famílias:
- Brassicaceae
- Capparaceae ou Capparidaceae
- Moringaceae
- Resedaceae
- Tovariaceae

No sistema APG II esta ordem não existe: ver Brassicales.